# Le Pouliguen
Le Pouliguen è un comune francese di 5 118 abitanti situato nel dipartimento della Loira Atlantica nella regione dei Paesi della Loira.

## Società

### Evoluzione demografica
Abitanti censiti